# Les Trois Petits Cochons (film)
Pour les articles homonymes, voir Les Trois Petits Cochons (homonymie).
Pour plus de détails, voir Fiche technique et Distribution.
Les Trois Petits Cochons (Three Little Pigs en VO) est un court métrage d'animation américain de la série Silly Symphonies réalisé par Burton Gillett et produit par les studios Disney en 1933. Il est basé sur le conte folklorique Les Trois Petits Cochons.
Il a donné lieu à trois suites : Le Grand Méchant Loup (1934), Les Trois Petits Loups (1936) et Le Cochon pratique (1939) ainsi qu'à un grand nombre de bandes dessinées mettant en scène le personnage du Grand Méchant Loup sous le nom de Grand Loup.
Le film montre trois petits cochons qui construisent respectivement des maisons de paille, de bois et de briques. Le grand méchant loup détruit en soufflant les deux premières avant de se heurter à la solidité de la troisième dans laquelle se sont réfugiés les trois cochons, il souffle encore jusqu'à en perdre son pantalon. Il tente alors de s'introduire par la cheminée mais Naf-Naf, le plus sage des petits cochons, l'ayant entendu, ajoute de la térébenthine dans une grande marmite d'eau bouillante. Le loup descend et s'assoit dans la marmite. Il trempe ses fesses dans l'eau bouillante ; de douleur il crie, saute et s'enfuit dans la forêt, traînant son derrière au sol en hurlant tandis que les petits cochons sauvés rient de cette infortune.

## Synopsis
Nouf-Nouf, Nif-Nif et Naf-Naf sont trois frères cochons qui construisent leur propre maison. Tous trois jouent d'un instrument de musique différent : Nouf-Nouf joue de la flûte, Nif-Nif du violon et Naf-Naf est d'abord considéré comme travaillant sans repos. Nouf-Nouf et Nif-Nif construisent leurs maisons en paille et en bois avec beaucoup de facilité et s'amusent toute la journée. Naf-Naf, de son côté, "n'a aucune chance de chanter et de danser parce que travail et jeu ne font pas bon ménage", se concentrant sur la construction de sa solide maison en briques. Nouf-Nouf et Nif-Nif se moquent de lui, mais Naf-Naf les prévient que lorsque le Loup arrivera, ils ne pourront pas s'échapper. Nouf-Nouf et Nif-Nif l'ignorent et continuent de jouer en chantant la désormais célèbre chanson " Qui craint le grand méchant loup? ".
Pendant qu'ils chantent, le Grand Méchant Loup passe réellement par là, et Nouf-Nouf et Nif-Nif révèlent alors qu'ils ont en fait très peur du loup; alors les deux petits cochons se retirent chacun dans leurs maisons respectives. Le Loup souffle d'abord la maison de Nouf-Nouf (sauf le toit) avec peu de résistance, et Nouf-Nouf parvient à s'échapper et se cache chez Nif-Nif. Le loup fait semblant d'abandonner et de rentrer chez lui, mais revient déguisé en mouton innocent. Les cochons voient à travers le déguisement, sur quoi le loup souffle la maison de Nif-Nif (à l'exception de la porte). Les deux cochons parviennent à s'échapper et à se cacher chez Naf-Naf, qui donne volontiers refuge à ses frères ; dans la maison de Naf-Naf, il est révélé que son instrument de musique est le piano. Le loup arrive déguisé en démarcheur vendant des brosses,  pour inciter les cochons à le laisser entrer; mais il échoue. Le loup tente alors de souffler la solide maison de briques (perdant ainsi son pantalon à bretelles), mais n'y parvient pas, tandis que Naf-Naf, confiant, joue un morceau de piano mélodramatique.
Finalement, il tente d'entrer dans la maison par la cheminée, mais Naf-Naf, malin comme un singe, enlève le couvercle d'une marmite bouillante remplie d'eau (à laquelle il ajoute de la térébenthine) sous la cheminée; et le Loup tombe droit dans la marmite. Hurlant de douleur, le loup s'enfuit frénétiquement, tandis que les trois petits cochons chantent "Qui craint le grand méchant loup ?" à nouveau. Naf-Naf joue alors un tour en frappant sur son piano, faisant croire à ses frères que le loup est revenu ; et Nouf-Nouf et Nif-Nif se cachent sous le lit de Naf-Naf.

## Fiche technique
Source IMDb
- Titre original : Three Little Pigs
- Titre français : Les Trois Petits Cochons
- Série : Silly Symphonies
- Réalisation : Burton Gillett
- Scénario[2] : Boris V. Morkovin
- Animation[2] : Art Babbitt, Norman Ferguson, Jack King, Dick Lundy, Fred Moore
- Musique[2] :
  - Arrangements musicaux et solo de piano : Carl Stalling
  - Chanson : Qui a peur du grand méchant loup ? (Who's Afraid of the Big Bad Wolf?), musique de Frank Churchill, paroles d'Ann Ronell[3] ; adaptation française de Robert Valaire et Jean Valmy[4]
- Production : Walt Disney
- Société de production : Walt Disney Pictures
- Société de distribution : United Artists
- Pays de production :  États-Unis
- Langue : anglais
- Genre : dessin animé comique
- Format : Couleurs (Technicolor) - 35 mm - 1,33:1 - Son mono
- Durée : 8 minutes et 42 secondes
- Dates de sortie :
  - États-Unis : 27 mai 1933[5],[6]
  - France : 28 juillet 1933 [7]

## Distribution

### Voix originales
Aucun nom ne figure au générique.
- Billy Bletcher : Big Bad Wolf (Grand Méchant Loup)
- Dorothy Compton : Fifer Pig (Nouf-Nouf)
- Mary Moder : Fiddler Pig (Nif-Nif)
- Marcellite Garner : rires de Nif-Nif et Nouf-Nouf
- Pinto Colvig : Practical Pig (Naf-Naf)

### Voix françaises
- Maurice Sarfati : Le Grand Méchant Loup (ressortie dans les années 1970)[8].

## Distinctions
- Oscars 1934 : Meilleur court-métrage d'animation
- 2007 : Inscrit au National Film Registry.

## Production

### Origines
Cette version de l'histoire est adaptée du conte transcrit en 1853 par James Halliwell mais utilise le traitement narratif utilisé par Andrew Langman dans The Green Fairy Book (1892).

### Personnages

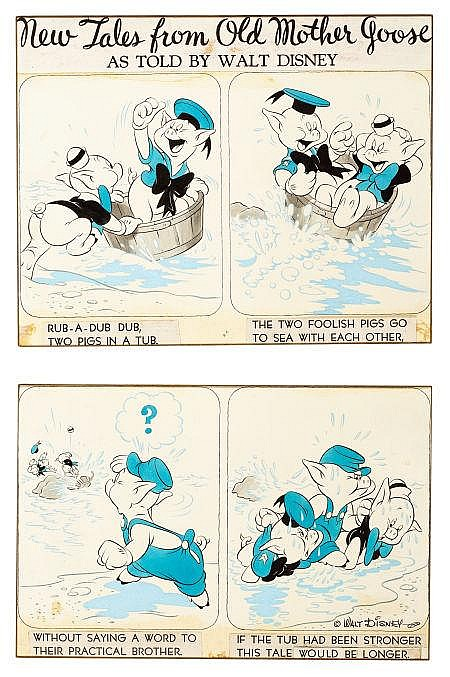
Les trois petits cochons en bandes dessinées par Disney.

Les studios Disney ont donné des noms à chacun des trois cochons :
- Fifer Pig (en français, Nouf-Nouf), le cochon jouant du fifre qui habite la maison de paille ;
- Fiddler Pig (en français, Nif-Nif), le cochon violoniste qui habite la maison de bois ;
- Practical Pig (en français, Naf-Naf), le cochon « pratique » mais aussi terre-à-terre, maçon et agriculteur, qui habite la maison de briques.

D'après les studios Disney, les trois petits cochons auraient pour cousin le personnage de Peter Pig, apparu aux côtés de Donald Duck dans la Silly Symphony, Une petite poule avisée (1934). Si en version originale anglaise les cochons sont désignés par leur instrument ou leur qualité (« Fifer » le flûtiste, « Fiddler » le violoniste et « Practical » celui avec le sens pratique), la version française a privilégié la sonorité des noms, principe repris par la suite avec, entre autres, Riri, Fifi et Loulou ou Lili, Lulu et Zizi. De plus, les cochons ne sont pas présentés dans le même ordre que celui de l'histoire originale : Nif-Nif (Fiddler Pig) est chronologiquement le deuxième, Naf-Naf (Practical Pig) le troisième et Nouf-Nouf (Fifer Pig) le premier.

### Animation
Les scènes-clés avec les cochons ont été animées par Fred Moore connu pour son habileté à dessiner des personnages « mignons », les scènes de danses par Dick Lundy, spécialiste du genre. Jack King anima la séquence de Naf-Naf au piano. Norman Ferguson, rodé sur l'animation de Pluto, traita le Grand Méchant Loup, adaptant les mouvements expressifs des yeux du chien au loup et Art Babbitt réalisa des animations supplémentaires pour les deux scènes du loup, les deux captures et la chute du loup dans le chaudron,,.

### Musique et chansons
Le thème principal du film, Qui craint le grand méchant loup ? ou Who's Afraid of the Big Bad Wolf en version originale, a été composée par Frank Churchill sur des paroles d'Ann Ronell.
Deux des trois petits cochons sont doublés par des femmes comme c'est souvent le cas pour les voix d'enfants : Dorothy Compton et Mary Moder, membres du trio The Rhythmettes ayant déjà participé à plusieurs Silly Symphonies. Quant à Billy Bletcher et Pinto Colvig, ils sont respectivement les voix originales de Pat Hibulaire et Dingo.

## Sortie et accueil
La première du film Les Trois Petits Cochons a lieu le 25 mai 1933 au Radio City Music Hall de New York, en première partie d’Elmer the Great de Mervin LeRoy. Le public est moyennement amusé. Un critique se serait plaint qu'après L'Arche de Noé (1933), le studio Disney soit en déficit car Les Trois Petits Cochons ne compte que quatre animaux. La première à Los Angeles a lieu le 13 juillet 1933 au Loew's State en première partie d'Arizona to Broadway de James Tinling. Mais ce n'est qu'après sa sortie nationale que le succès devient immense, prenant par surprise Walt Disney qui ne considérait le film que comme une histoire de plus.
Dès mai 1933, Roy O. Disney est contacté par Saul Bourne, alors agent du compositeur Irving Berlin et directeur de la Irving Berlin Music, société de gestion des droits indépendante des grandes maisons d'éditions phonographiques, qui lui propose de gérer également les droits associés aux musiques des Silly Symphonies, ce que Disney accepte.
Devant le succès, United Artists demande à Disney de faire plaisir au public en leur donnant encore plus de « petits cochons »,. Deux autres films sont ainsi réalisés : Le Grand Méchant Loup en 1934 et Les Trois Petits Loups en 1936. Si le studio Disney ne reçoit qu'une faible recette des exploitants de salles de cinéma : moins de 60 000 USD, Les Trois Petits Cochons deviennent l'une des premières « folies commerciales » générées par le studio (Steven Watts la compare à celle de Davy Crockett dans les années 1950, musique comprise).

## Analyse
Pour Neil Sinyard, c'est le court métrage d'animation le plus connu. Pour Russel Merritt et J. B. Kaufman, ce court métrage caractérise le mieux de développement de la « personnalité d'animation ». Il marque pour Dave Smith une étape dans cette « personnification » et dans l'utilisation de la musique. Sinyard, Merritt et Kaufman associent le succès du film au fait que des animateurs de talents ont travaillé dans le domaine qu'ils maîtrisaient le mieux pour concevoir des personnages très expressifs,.

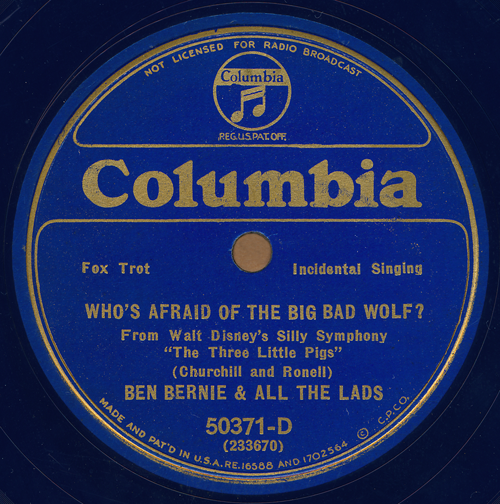
Disque de Who's Afraid of the Big Bad Wolf? (1932)

L'animateur Chuck Jones, figure du studio rival de Disney Warner Bros, explique : « avec Les Trois Petits Cochons, le public découvre pour la première fois des personnages vivants. Ce n'est plus comme dans Steamboat Willie un méchant grand et gros et un petit gentil. Là il y a trois cochons bien distincts par l'apparence et par leur comportement. » Pour Sinyard, la chanson Qui a peur du grand méchant loup ? (Who's afraid of Big Bad Woolf) est devenue un hymne pour la population américaine confrontée à la Grande Dépression. Le message de la chance, la chance sourit aux travailleurs, est similaire à celui de la comédie musicale 42e Rue (1933).
Sinyard analyse le succès du film et considère qu'il tient dans deux qualités qui apparaissent rarement dans les productions postérieures de Disney, la contemporanéité et l'ambigüité. Il est souvent de manière malencontreuse et indirecte étudié comme une vision de la société contemporaine bien que le studio n'a jamais voulu faire un film ayant un intérêt aussi immédiat. Sinyard accepte cette double lecture du film, d'un côté le divertissement, de l'autre une morale sur la vertu du travail, voire pour certains l'esprit du New Deal lancé par Franklin Delano Roosevelt. Il considère que cette ambivalence provient de la personnalité même de Walt Disney durant cette période, un conservateur né mais adepte du progrès qui prenait des risques et cherchait l'innovation tant dans son métier que dans la vie.
Le film a été censuré par la suite lors de sa ré-édition de 1948. Une scène où le Loup se déguise en vendeur de brosse avec un masque le faisant ressembler à une caricature de juif a été jugée antisémite et fut modifiée par la suite (le Loup ne porte plus que des lunettes). Critiqué pour cette caricature du colporteur juif, le studio Disney a toutefois présenté de nombreux personnages adorables de juif typique tel que l'Oncle Albert dans Mary Poppins, le chef des pompiers dans Monte là-d'ssus (1961), le juge du concours agricole dans Après lui, le déluge (1963) ou le fabricant de jouets dans Babes in Toyland (1961) interprété par Ed Wynn.

## Réutilisations
Ce film est le second court métrage de la série Silly Symphonies à avoir été adaptée en bandes dessinées en mai 1934. En raison de sa récompense aux Oscars, ce court métrage a été diffusé avec quatre autres Silly Symphonies dans la compilation Academy Award Review of Walt Disney Cartoons, sortie le 19 mai 1937.
Il a aussi été l'objet d'un remake de propagande, sorti le 19 janvier 1941, The Thrifty Pig, avec le loup en nazi essayant de détruire la maison qu'un des cochons a construit avec les bons de guerre canadiens.
À la fin du film, le cochon pratique déverse un bidon de turpentine (essence de térébenthine) dans le chaudron du foyer pour empêcher le loup de venir. Comme le fait remarquer Jean-Louis Leutrat, « c'est ce produit/terme qui sera utilisé un peu en hommage dans Qui veut la peau de Roger Rabbit, traduit en « trempette », pour désigner la solution permettant de tuer les personnages de dessin animés ».
La chanson Qui a peur du grand méchant loup (Who's afraid of Big Bad Woolf) chantée par les petits cochons est reprise à plusieurs reprises dans la pièce de théâtre Qui a peur de Virginia Woolf ? (Who's afraid of Virginia Woolf) d'Edward Albee en 1963 et a donné, par dérision, son nom à cette pièce.
Le court métrage comprenait à l'origine une scène dans laquelle le personnage du Grand Méchant Loup se déguise en colporteur juif stéréotypé avec un faux nez, des lunettes et un déguisement de barbe ; la voix de l'acteur prend alors un accent yiddish et la musique intègre un violon. Cette scène est devenue plus controversée après la Seconde Guerre mondiale et a finalement été modifiée lors de la première réédition en septembre 1948, avec une nouvelle conception du déguisement du loup en homme à la brosse à foulon, mais sans le déguisement, pour le rendre moins offensant, et le dialogue est passé de « Je suis l'homme à la brosse à foulon... je donne un échantillon gratuit ! » à « Je suis l'homme à la brosse à foulon... je travaille pour aller à l'université... » en utilisant une voix d'idiot.
En 1989, le jeu vidéo Les trois petits cochons s'amusent est publié par Coktel Vision sur DOS, Amiga, Atari ST.

## Titres en langues étrangères
- Allemagne : Die Drei kleinen Schweinchen
- Argentine : Los Tres chanchitos
- Brésil : Os Três Porquinhos
- Espagne : Los Tres cerditos
- Finlande : 3 pientä porsasta, Kolme pientä porsasta
- France : Les Trois Petits Cochons
- Suède : Tre små grisar

Source : IMDb

## Autour du film
- La version française de Qui a peur du grand méchant loup ? fut interprétée pour la première fois par Georges Milton.
- On peut apercevoir sur le mur de la maison de pierre les portraits de la mère (Mother) et du père (Father) des trois petits cochons, représentant respectivement une truie allaitant sept porcelets et un chapelet de saucisses ou une cuisse de porc.
- Le court métrage a été adapté en jeu vidéo par Coktel Vision sous le titre Les Trois Petits Cochons s'amusent.